# Murder Ballads
| Recensione    | Giudizio |
| ------------- | -------- |
| Allmusic      | [ 1 ]    |
| Rolling Stone | [ 3 ]    |

Murder Ballads è il nono album discografico di Nick Cave and the Bad Seeds, pubblicato nel 1996 da Mute Records. Come suggerisce il titolo (che tradotto significa Ballate omicide), l'album consiste appunto in ballate omicide, un genere di canzoni che si basa sui dettagli (e spesso le conseguenze) dei crimini di passione: riprendendo un filone tipico del folk anglosassone, Nick Cave racconta storie di assassini ed assassinii. Si è avvalso della collaborazione di Kylie Minogue per il brano Where the Wild Roses Grow e di quella di PJ Harvey per Henry Lee.

## Il disco

### Song of Joy
Song of Joy è un racconto narrato in prima persona da un uomo che, in una notte da incubo, bussa alla porta di una baita (presumibilmente la stessa raffigurata sulla copertina dell'album) per chiedere ospitalità. Il titolo della canzone significa "Canzone di gioia", ma anche "Canzone di Joy" (il termine inglese "joy" è traducibile con "gioia" ed è anche un nome proprio femminile): e Joy è il nome della moglie del narratore, che racconta di essere in viaggio da anni in cerca dell'uomo che la uccise assieme alle loro figlie. Tuttavia, man mano che costui racconta la propria storia, un dubbio si insinua nell'ascoltatore: il tono, la parlata, le espressioni facciali che istintivamente associamo al narratore pur non vedendolo, perfino alcune delle sue parole tradiscono qualcosa. Qualcosa che fa pensare che l'uomo stia raccontando la verità, ma dal punto di vista sbagliato. Così, alla fine, la domanda innocente che egli pone al suo silenzioso interlocutore, ("Do you, sir, have a room?/Are you beckoning me in?" "Avete una stanza libera, signore? Mi lascerete entrare?") suona terribilmente inquietante: chi abbiamo ascoltato finora? Un uomo distrutto o un omicida fuggiasco?

### Stagger Lee
Stagger Lee è basato sulla storia dell'omicida Lee Sheldon da cui è stata creata una canzone tradizionale afro-americana intorno al 1895. La versione di Cave è descritta con molta violenza, sanguinosa come tutto il resto dell'album: entrato in un bar dopo essere stato lasciato dalla propria donna, Stagger Lee uccide prima il barista per una discussione di poco conto e poi il ragazzo di una donna di facili costumi entrata per caso nel locale.

### Henry Lee
Anche Henry Lee è basato su alcune canzoni tradizionali spesso citate come "Young Hunting". Racconta di una donna che uccide un uomo perché non la amava e non dormiva con lei. La canzone è cantata in duetto con PJ Harvey, cantante rock britannica che al tempo aveva una relazione con Cave.

### Lovely Creature
Lovely Creature è un racconto astratto riguardante la possibilità di trovare e perdere l'amore attraverso la morte. Il testo può essere interpretato come una variante sul tema della leggenda dell'autostoppista fantasma, conosciuta per essere spesso abusata da molti film horror.

### Where the Wild Roses Grow
Il brano Where the Wild Roses Grow, il cui titolo in italiano si può tradurre con "Dove crescono le rose selvatiche", vede come protagonisti Elisa Day, a cui Kylie Minogue "presta" la voce, e il suo primo e unico amante, interpretato dallo stesso Cave. In essa si racconta di come la ragazza, soprannominata "wild rose" ("rosa selvatica" in inglese), si innamori di un uomo dalla quale verrà brutalmente assassinata. Caratteristico della canzone, originale come la maggior parte di quelle di Murder Ballads, è il suo tono, estremamente dolce e romantico nonostante l'efferatezza narrata nella parte conclusiva.

### The Curse of Millhaven
Il titolo tradotto in italiano significa "La maledizione di Millhaven" e narra la sanguinosa storia dell'omonima città dal punto di vista di Lottie, una quindicenne del luogo.
A Millhaven accadono atroci omicidi e misteriosi incidenti che lasciano la città in preda al panico come ad esempio l'annegamento di un bambino, la decapitazione di un operaio (la cui testa ritrovata poi nella fontana della casa del sindaco) il ritrovamento di un cane inchiodato alla porta del suo padrone e l'omicidio di un'anziana signora accoltellata in casa sua. A circa metà canzone, tuttavia, Lottie rivela di essere lei la responsabile di tutti i crimini; viene processata e rinchiusa in manicomio, dove, quando le viene chiesto se sente rimorso, lei risponde: "Ma certo! C'è così tanto altro che avrei potuto fare se me l'avessero lasciato fare!". Nei crediti della canzone è riportato scherzosamente il "Moron Tabernacle Choir", storpiatura del Mormon Tabernacle Choir.

## Tracce
Testi e musiche di Nick Cave, eccetto dove diversamente specificato.
1. Song of Joy – 6:47
2. Stagger Lee – 5:15 (Traditional / N. Cave)
3. Henry Lee (feat. PJ Harvey) – 3:58 (Traditional / N. Cave)
4. Lovely Creature – 4:13 (B. Bargelde, M. P. Casey, N. Cave, M. Harvey, T. Wydler)
5. Where the Wild Roses Grow (feat. Kylie Minogue) – 3:57 (N. Cave)
6. The Curse of Millhaven – 6:55
7. The Kindness of Strangers – 4:39
8. Crow Jane – 4:14 (M. P. Casey, N. Cave)
9. O'Malley's Bar – 14:28
10. Death Is Not the End (feat. Anita Lane,  Shane MacGowan, PJ Harvey, Kylie Minogue) – 4:26 (B. Dylan)